# والتر امدن

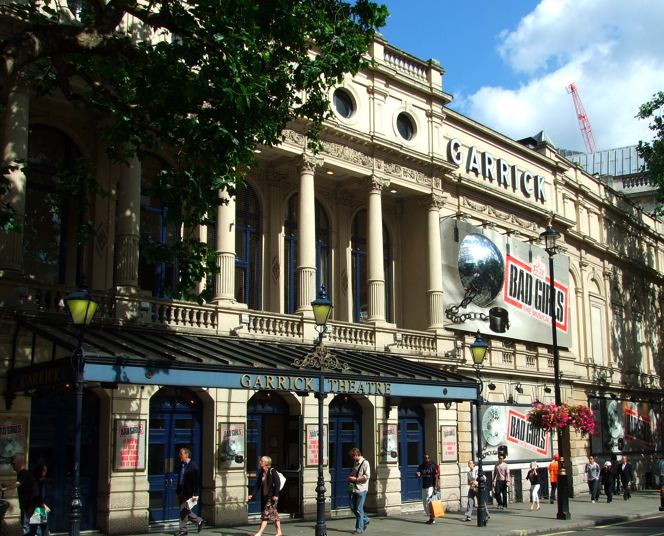
تئاتر گریک، ساخت توسط والتر امدن و چارلز جی. فیپس در ۱۸۸۸

والتر امدن (انگلیسی: Walter Emden; ۱ ژانویهٔ ۱۸۴۷ – ۱ ژانویهٔ ۱۹۱۳) یک معمار اهل انگلستان بود.
وی معمار ساختمان‌هایی همچون تئاتر دوک یورک، تئاتر گریک، تئاتر رویال کورت (بازسازی) و تئاتر پالاس (بازسازی) بوده است.